# Hart an der Alz (Garching an der Alz)
Das Pfarrdorf Hart an der Alz ist ein Gemeindeteil der Gemeinde Garching an der Alz im oberbayerischen Landkreis Altötting. In Hart befindet sich ein Werk der ehemaligen SKW Trostberg (Süddeutsche Kalkstickstoff-Werke), mittlerweile AlzChem AG.

## Geschichte
Hart ist seit dem Gemeindeedikt von 1818 Teil der Gemeinde Garching an der Alz. 1915 bis 1920 entstand ein Carbidwerk in Hart, das die Grundlage des heutigen Chemiewerks bildete. Die katholische Pfarrkirche Heilige Familie ist eine Saalkirche im Stil des Neurokoko von Albert Hamberger aus dem Jahr 1927.

## Baudenkmäler
In der Liste der Baudenkmäler in Hart an der Alz sind für Hart an der Alz drei Baudenkmale aufgeführt.